# هينينج لارسن
هينينج لارسن (بالدنماركية: Henning Larsen)‏ هو مهندس معماري دنماركي، ولد في 20 أغسطس 1925 في Videbæk Municipality ‏ في الدنمارك، وتوفي في 22 يونيو 2013 في كوبنهاغن في الدنمارك.

## وصلات خارجية
- الموقع الرسمي
- هينينج لارسن على موقع الموسوعة البريطانية (الإنجليزية)
- هينينج لارسن على موقع مونزينجر (الألمانية)